# HISTORY〜ALISA MIZUKI COMPLETE SINGLE COLLECTION〜
『HISTORY〜ALISA MIZUKI COMPLETE SINGLE COLLECTION〜』（ヒストリー・アリサ・ミヅキ・コンプリート・シングル・コレクション）は、2004年3月10日に観月ありさが発表した2枚組ベスト・アルバム。
品番：AVCT-10146/7

## 概要
- 1991年からのシングル曲を全て収録しているオールタイム・ベスト。
- ディスク1には日本コロムビア時代の曲が、ディスク2にはavexに移籍後の曲が収録されており、更にボーナストラックとして“convertible”名義でリリースした「oh-darling」、“朝倉いずみ with ナースのお仕事”名義でリリースした「VACATION」、新曲の「SKY」が収録されている。
- 観月ありさのアルバムの中で、唯一のコピーコントロールCD仕様である。
- ライナーノーツでは、観月ありさ本人がそれぞれの楽曲に纏わるエピソードを語っている。

- ファンクラブ「Lover's」（1999年解散）の会報創刊号をA6サイズに縮小したものを復刻版として付録されている。
- 2004年4月に都内某所で開催される無料プレミアムライブの応募ハガキが同封されている（3月31日締め切り）。
- 2005年3月9日には、oh-darlingを除くシングルスのプロモーションビデオと上記プレミアムライブの模様を収録した、ビデオクリップス集「#HISTORY-ALISA MIZUKI SINGLE CLIP COLLECTION-」が発売された。

## 収録曲

### DISC 1
1. 伝説の少女
2. エデンの都市
3. 風の中で
4. TOO SHY SHY BOY!
5. 今年いちばん風の強い午後
6. 君が好きだから
7. happy wake up!
8. あなたの世代へくちづけを
9. 抱きしめて!
10. Don't be shy
11. 風も空もきっと…
12. PROMISE to PROMISE
13. Forever Love

### DISC 2
1. Days
2. Through the Season
3. 朝陽のあたる橋
4. Eternal Message
5. BREAK ALL DAY!
6. 女神の舞
7. ヒトミノチカラ
8. Love Potion
9. Shout It Out

BONUS TRACK
1. oh-darling（convertible）
2. VACATION（朝倉いずみ with ナースのお仕事）
3. SKY（新曲）
作詞：ALISA MIZUKI　作曲：JEAN PAUL 'BLUEY' MAUNICK、GARY SANCTUARY　編曲：JEAN PAUL 'BLUEY' MAUNICK
観月ありさが単独で作詞に初挑戦した曲。当初はメッセージソングにしようと思っていたが、曲の雰囲気からラブソングにし、更に自身の実体験も織り交ぜたという。

## HISTORY-ALISA MIZUKI SINGLE CLIP COLLECTION-
シングルのプロモーションビデオをDVDビデオに収録したビデオクリップ集である。2005年3月9日発売。
これまでに製作されたほぼ全てのプロモーションビデオが収録されているが、モデルのKAYATOと結成した“convertible”名義でリリースした「oh-darling」は未収録。「TOO SHY SHY BOY!」「君が好きだから」「風も空もきっと…」のプロモーションビデオは製作されていない。
Disc1のみの通常版と、HISTORY-ALISA MIZUKI COMPLETE SINGLE COLLECTION-で募集されたプレミアムライブの模様を収録したDisc2を含んだ、2枚組 紙BOX仕様の「スペシャルパッケージ」版がある。
3月13日にはヴィーナスフォートの教会広場にて、「ホワイトデーイベント」と称した新星堂によるインストアイベントが開催された。

### 収録内容

#### Disc1
Menu 1
1. 伝説の少女
2. エデンの都市
3. 風の中で
4. 今年いちばん風の強い午後
5. happy wake up!
6. あなたの世代へくちづけを
7. 抱きしめて!
8. Don't be shy
9. PROMISE to PROMISE
10. Forever Love

Menu 2
1. Days
2. Through the Season
3. 朝陽のあたる橋
4. Eternal Message
5. BREAK ALL DAY!
6. 女神の舞
7. ヒトミノチカラ
8. Love Potion
9. Shout It Out

Menu 3
1. VACATION（朝倉いずみ with ナースのお仕事）
2. HISTORY-ALISA MIZUKI COMPLETE SINGLE COLLECTION- TV-SPOT

#### Disc2
2004年4月25日に開催された『ALISA MIZUKI premium live in JZ Brat』を収録。会場はセルリアンタワー内のジャズラウンジ 「JZ Brat Sound of Tokyo」。インストアライブの類を除くと、1994年以来10年ぶりのライブとのこと。
収録曲
1. 伝説の少女
2. TOO SHY SHY BOY!
3. happy wake up!
4. PROMISE to PROMISE
5. Days
6. SKY
7. 朝陽のあたる橋(アンコール)